# Étienville
Étienville est une commune française, située dans le département de la Manche en région Normandie, peuplée de 376 habitants.

## Géographie

### Localisation
Les communes limitrophes sont Orglandes, La Bonneville et Picauville.

### Hydrographie
La commune est située dans le bassin Seine-Normandie. Elle est drainée par la Douve, le bras 01 de Créveuil, des bras de la Douve, le cours d'eau 01 de Pont l'Abbé et divers autres petits cours d'eau,.
La Douve, d'une longueur de 79 km, prend sa source dans la commune de Tollevast et se jette dans la baie de Seine à Carentan-les-Marais, après avoir traversé 28 communes.

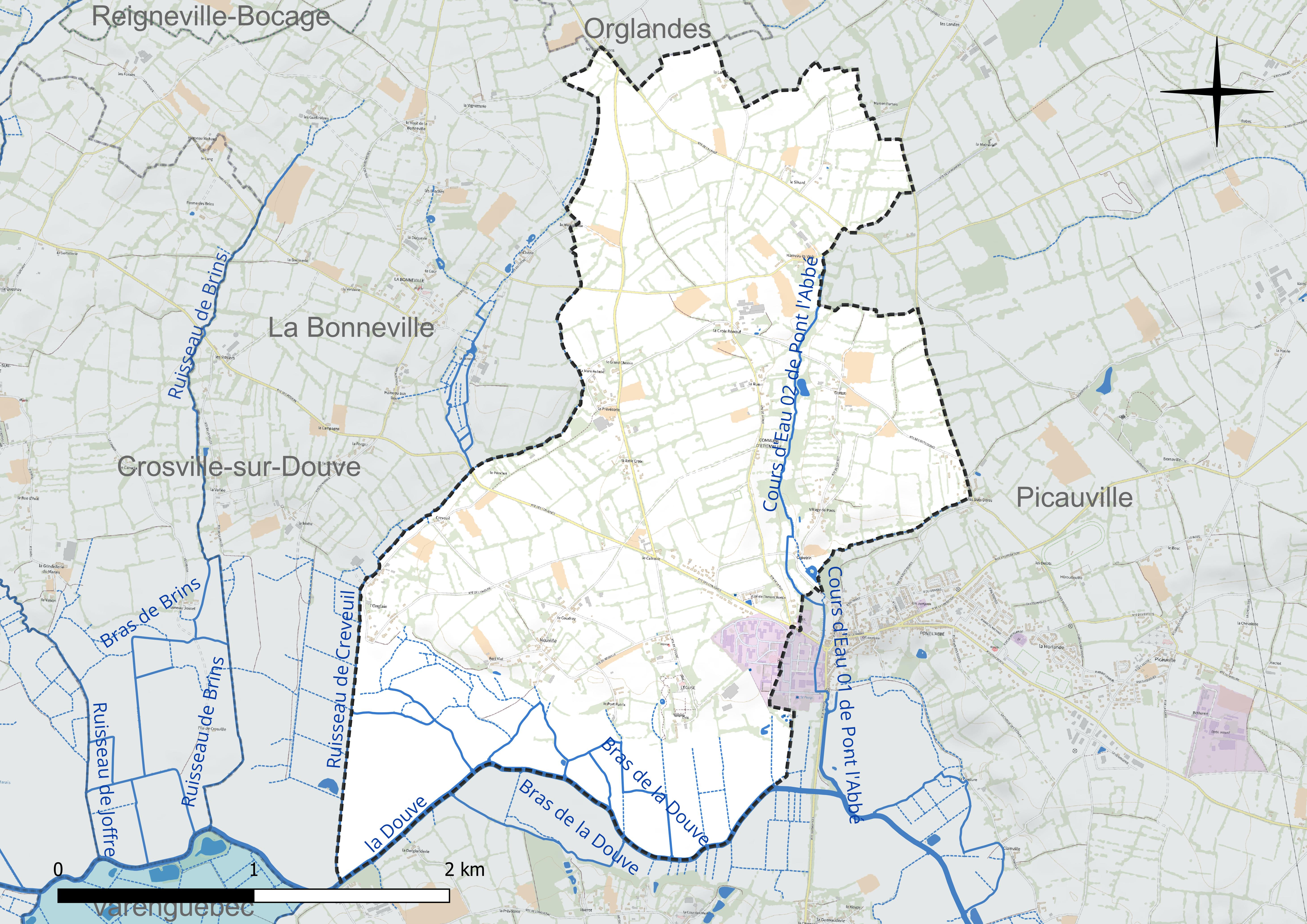
Réseau hydrographique d'Étienville.

### Climat
Pour des articles plus généraux, voir Climat de la Normandie et Climat de la Manche.
En 2010, le climat de la commune est de type climat océanique franc, selon une étude du CNRS s'appuyant sur une série de données couvrant la période 1971-2000. En 2020, Météo-France publie une typologie des climats de la France métropolitaine dans laquelle la commune est exposée à un climat océanique et est dans la région climatique  Normandie (Cotentin, Orne), caractérisée par une pluviométrie relativement élevée (850 mm/a) et un été frais (15,5 °C) et venté. Parallèlement le GIEC normand, un groupe régional d’experts sur le climat, différencie quant à lui, dans une étude de 2020, trois grands types de climats pour la région Normandie, nuancés à une échelle plus fine par les facteurs géographiques locaux. La commune est, selon ce zonage, exposée à un « climat maritime », correspondant au Cotentin et à l'ouest du département de la Manche, frais, humide et pluvieux, où les contrastes pluviométrique et thermique sont parfois très prononcés en quelques kilomètres quand le relief est marqué.
Pour la période 1971-2000, la température annuelle moyenne est de 11,1 °C, avec une amplitude thermique annuelle de 11,1 °C. Le cumul annuel moyen de précipitations est de 883 mm, avec 13,3 jours de précipitations en janvier et 7,2 jours en juillet. Pour la période 1991-2020, la température moyenne annuelle observée sur la station météorologique la plus proche, située sur la commune de Sainte-Marie-du-Mont à 15 km à vol d'oiseau, est de 11,6 °C et le cumul annuel moyen de précipitations est de 890,0 mm,. Pour l'avenir, les paramètres climatiques de la commune estimés pour 2050 selon différents scénarios d’émission de gaz à effet de serre sont consultables sur un site dédié publié par Météo-France en novembre 2022.

## Urbanisme

### Typologie
Au 1er janvier 2024, Étienville est catégorisée commune rurale à habitat dispersé, selon la nouvelle grille communale de densité à sept niveaux définie par l'Insee en 2022.
Elle est située hors unité urbaine et hors attraction des villes,.

### Occupation des sols
L'occupation des sols de la commune, telle qu'elle ressort de la base de données européenne d’occupation biophysique des sols Corine Land Cover (CLC), est marquée par l'importance des territoires agricoles (98,2 % en 2018), une proportion identique à celle de 1990 (98,2 %).
La répartition détaillée en 2018 est la suivante : zones agricoles hétérogènes (62,8 %), prairies (18 %), terres arables (17,3 %), zones industrielles ou commerciales et réseaux de communication (1,8 %).

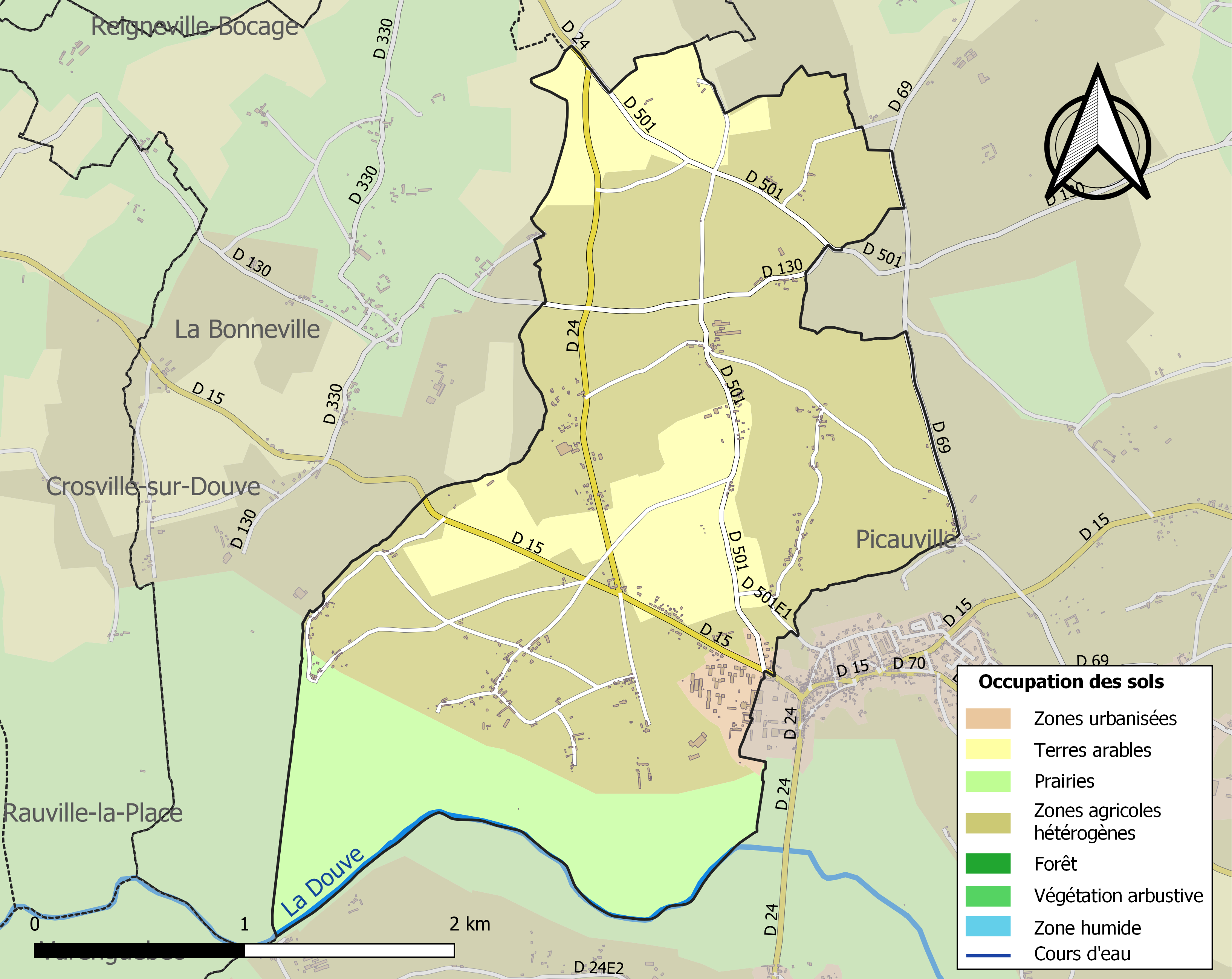
Carte des infrastructures et de l'occupation des sols de la commune en 2018 (CLC).

L'évolution de l’occupation des sols de la commune et de ses infrastructures peut être observée sur les différentes représentations cartographiques du territoire : la carte de Cassini (XVIIIe siècle), la carte d'état-major (1820-1866) et les cartes ou photos aériennes de l'IGN pour la période actuelle (1950 à aujourd'hui).

## Toponymie
Le nom de la localité est attesté sous les formes Aitinvilla vers 1165, Aitinville aux XIIe et XIIIe siècles, parrochia Sancti Georgii de Aitinvilla en 1226, parrochia de Ethinvilla en 1268, Aytinvilla en 1278, Etyvilla en 1332, Esteevilla en 1351 et en 1352, Estienville en 1556, Etienville en 1716, Estienville en 1719, Etienville entre 1753 et 1785.

## Histoire

### Antiquité
La voie romaine Alauna-Cosedia franchissait l'Ouve et son vaste marais par un pont long, architecture unique et inédite qui n'a pas actuellement d'équivalent technique recensé au sein de l'Empire romain. Le pont, situé au sud du château de la Cour, était long de 750 mètres et haut de plus d'un mètre. Une voie « lourde » large de sept mètres, réservée aux convois attelés, était doublée en rive est d'une piste cavalière d'environ quatre mètres, au revêtement plus sommaire et plus souple. Un gué (une chaussée immergée) permettait le franchissement de l'Ouve.

### Moyen Âge et temps modernes
Le fief d'Étienville, dit Conjonc ou Conjoncs, relevait de la baronnie d'Amfreville. Les armoiries de Conjoncs sont de sable au sautoir d'or cantonné de quatre merlettes d'argent. Le fief, terre et seigneurie était depuis le XIIIe siècle, la possession de la famille de Conjon, originaire du Bessin et qu'elle transmit aux Pierrepont, en 1395, à la suite d'un mariage.
Parmi ceux-ci on trouve : Jean ou Jehan de Pierrepont, écuyer, sieur d'Estienville, en la vicomté de Valognes et du fief noble du Ronceray aux Moitiers-en-Bauptois, en la vicomté de Carentan, qui est taxé pour ces fiefs de 26 livres dans le rôle du ban et d'arrière-ban de la vicomté de Coutances, effectué par Gilles Dancel, seigneur d'Audouville, lieutenant général du bailli de Cotentin les 20 et 22 octobre 1567. Le fief d'Étienville, plein fief de haubert, relevait de la baronnie d'Amfreville ; Guillaume de Pierrepont († 1622) qui fut l'un des grands chefs huguenots de la région et Hervé de Pierrepont († 1662), chevalier, seigneur et patron d'Étienville, Flottemanville, Urville, Rouville (Orglandes) et du Ronceray (Les Moitiers-en-Bauptois), commandant pour le roi aux ville et forteresse de Granville. Lui succède, son neveu et héritier, Antoine Garaby de La Luzerne (1617-1679) moraliste et poète, seigneur d'Étienville, de la Luzerne, du Ronceray, chevalier de Saint-Michel, inhumé dans le chœur de l'église Saint-Georges d'Étienville.

### Époque contemporaine
Lors de la Révolution, le curé d'Étienville, Louis Galliot (1751-1804) refusa de prêter serment et s'exila à Londres, avant de revenir y finir ses jours et où il a sa pierre tombale.

### Le Bon Sauveur

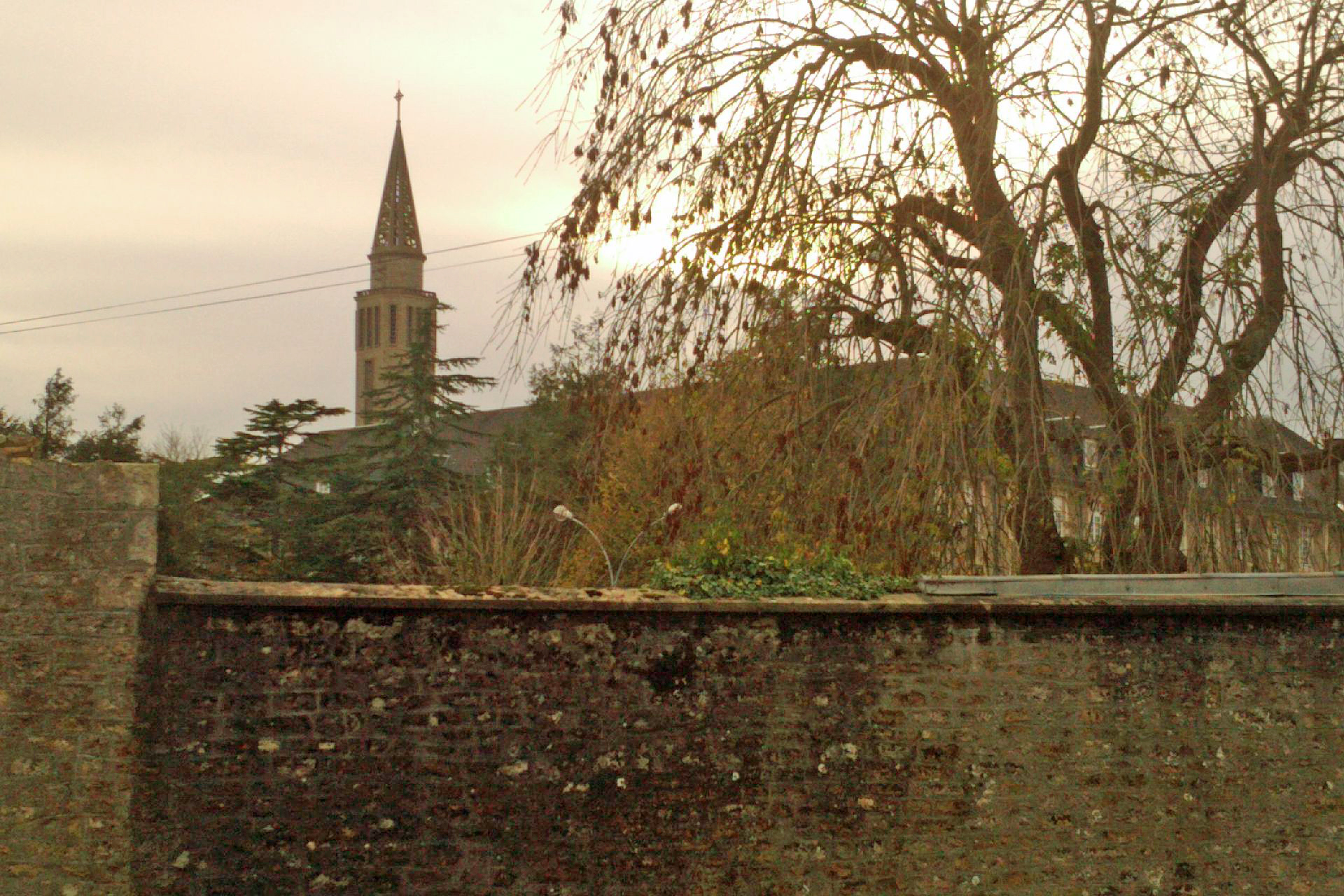
La chapelle du Bon-Sauveur à Pont-l'Abbé.

Le Bon Sauveur à Pont-l'Abbé, hameau à cheval sur les communes de Picauville et d'Étienville, fut un hospice pour pauvres créé en 1837 et dirigé par les sœurs du Bon Sauveur ; au fil des ans s'y ajoutèrent un pensionnat, un institut de sourds et muets, un ouvroir pour jeunes ﬁlles et un orphelinat, tous de taille modeste. En 1853, l'établissement est autorisé à accueillir les aliénés. En 1903, l’asile du Bon Sauveur de Pont-l’Abbé-Picauville accueille les aliénés des deux sexes des arrondissements de Cherbourg et de Valognes et les aliénés masculins des arrondissements de Saint-Lô et de Valognes. Il reçoit aussi « une grande partie de ses pensionnaires du département de la Seine, qui chaque année déverse le trop plein de ses asiles dans les établissements de province ayant des places libres » ; l'asile accueille alors 360 hommes et 550 femmes ; parmi elles Liouba Bortniker, d'origine russe et première femme reçue à l'agrégation de mathématiques en 1885. Les archives de l'asile ont disparu lors des bombardements du 10 juin 1944.

## Politique et administration
| Période                                  | Période   | Identité            | Étiquette | Qualité   |
| ---------------------------------------- | --------- | ------------------- | --------- | --------- |
| 1983                                     | juin 1995 | Maurice Lemenuel    |           |           |
| juin 1995                                | mars 2014 | Georges René        | SE        |           |
| mars 2014                                | 2020      | Patrice Lucas       | SE        | Directeur |
| 2020                                     | En cours  | Matthieu Giovannone |           |           |
| Les données manquantes sont à compléter. |           |                     |           |           |

Le conseil municipal est composé de onze membres dont le maire et deux adjoints.

## Population et société
Les habitants de la commune sont appelés les Étienvillais.

## Démographie
L'évolution du nombre d'habitants est connue à travers les recensements de la population effectués dans la commune depuis 1793. Pour les communes de moins de 10 000 habitants, une enquête de recensement portant sur toute la population est réalisée tous les cinq ans, les populations de référence des années intermédiaires étant quant à elles estimées par interpolation ou extrapolation. Pour la commune, le premier recensement exhaustif entrant dans le cadre du nouveau dispositif a été réalisé en 2008.
En 2022, la commune comptait 376 habitants, en évolution de +0,8 % par rapport à 2016 (Manche : −0,31 %, France hors Mayotte : +2,11 %).
| 1793 | 1800 | 1806 | 1821 | 1831 | 1836 | 1841 | 1846 | 1851 |
| ---- | ---- | ---- | ---- | ---- | ---- | ---- | ---- | ---- |
| 560  | 531  | 570  | 665  | 581  | 584  | 567  | 633  | 645  |

| 1856 | 1861 | 1866 | 1872 | 1876 | 1881 | 1886 | 1891 | 1896 |
| ---- | ---- | ---- | ---- | ---- | ---- | ---- | ---- | ---- |
| 602  | 644  | 662  | 643  | 664  | 689  | 737  | 837  | 778  |

| 1901 | 1906 | 1911 | 1921 | 1926  | 1931 | 1936 | 1946 | 1954 |
| ---- | ---- | ---- | ---- | ----- | ---- | ---- | ---- | ---- |
| 861  | 937  | 972  | 906  | 1 014 | 930  | 903  | 412  | 886  |

| 1962 | 1968 | 1975 | 1982 | 1990 | 1999 | 2006 | 2008 | 2013 |
| ---- | ---- | ---- | ---- | ---- | ---- | ---- | ---- | ---- |
| 907  | 277  | 303  | 365  | 392  | 344  | 332  | 328  | 376  |

| 2018 | 2022 | - | - | - | - | - | - | - |
| ---- | ---- | - | - | - | - | - | - | - |
| 369  | 376  | - | - | - | - | - | - | - |

## Économie
La commune se situe dans la zone géographique des appellations d'origine protégée (AOP) Beurre d'Isigny et Crème d'Isigny.

## Culture locale et patrimoine

### Lieux et monuments

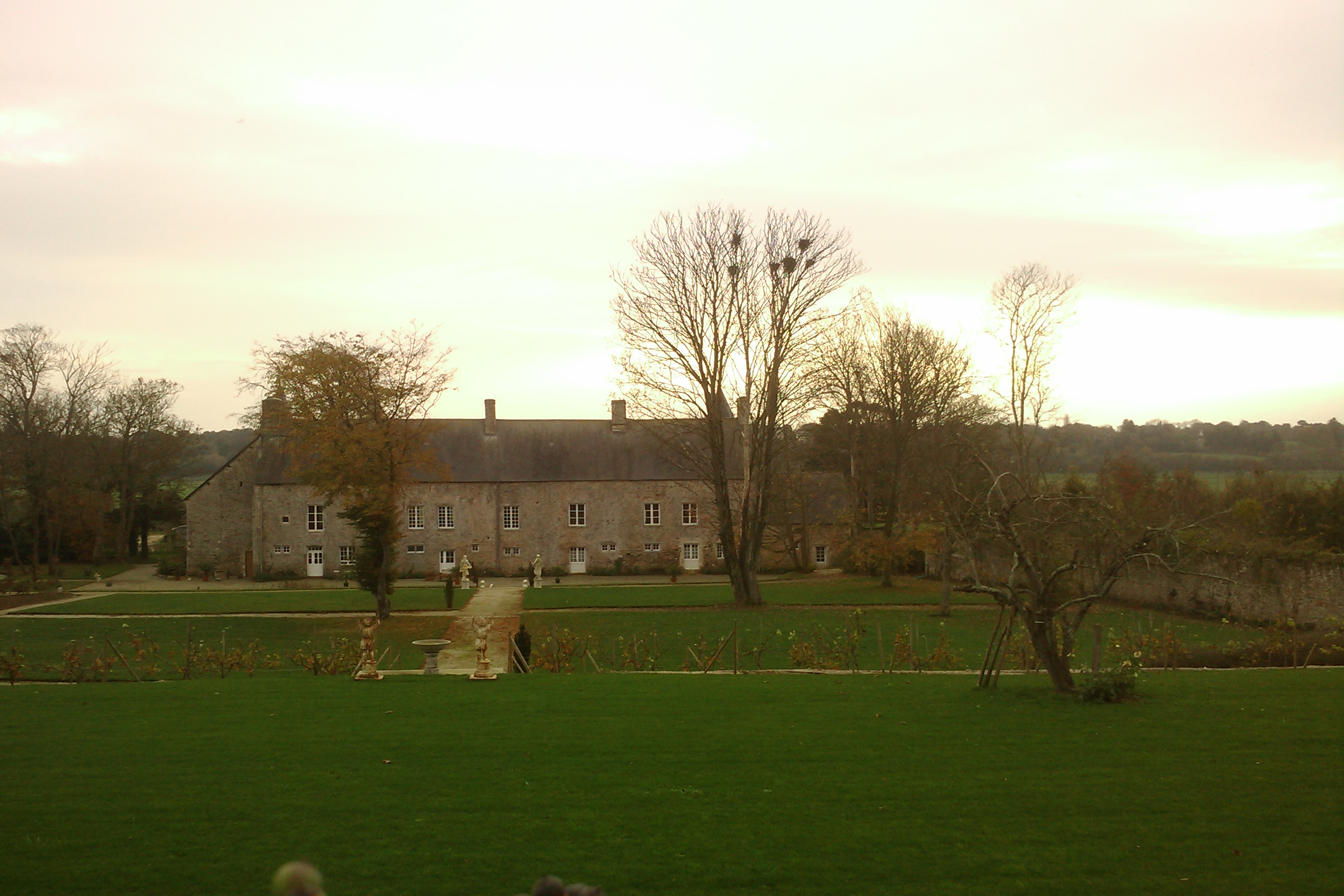
Le château.

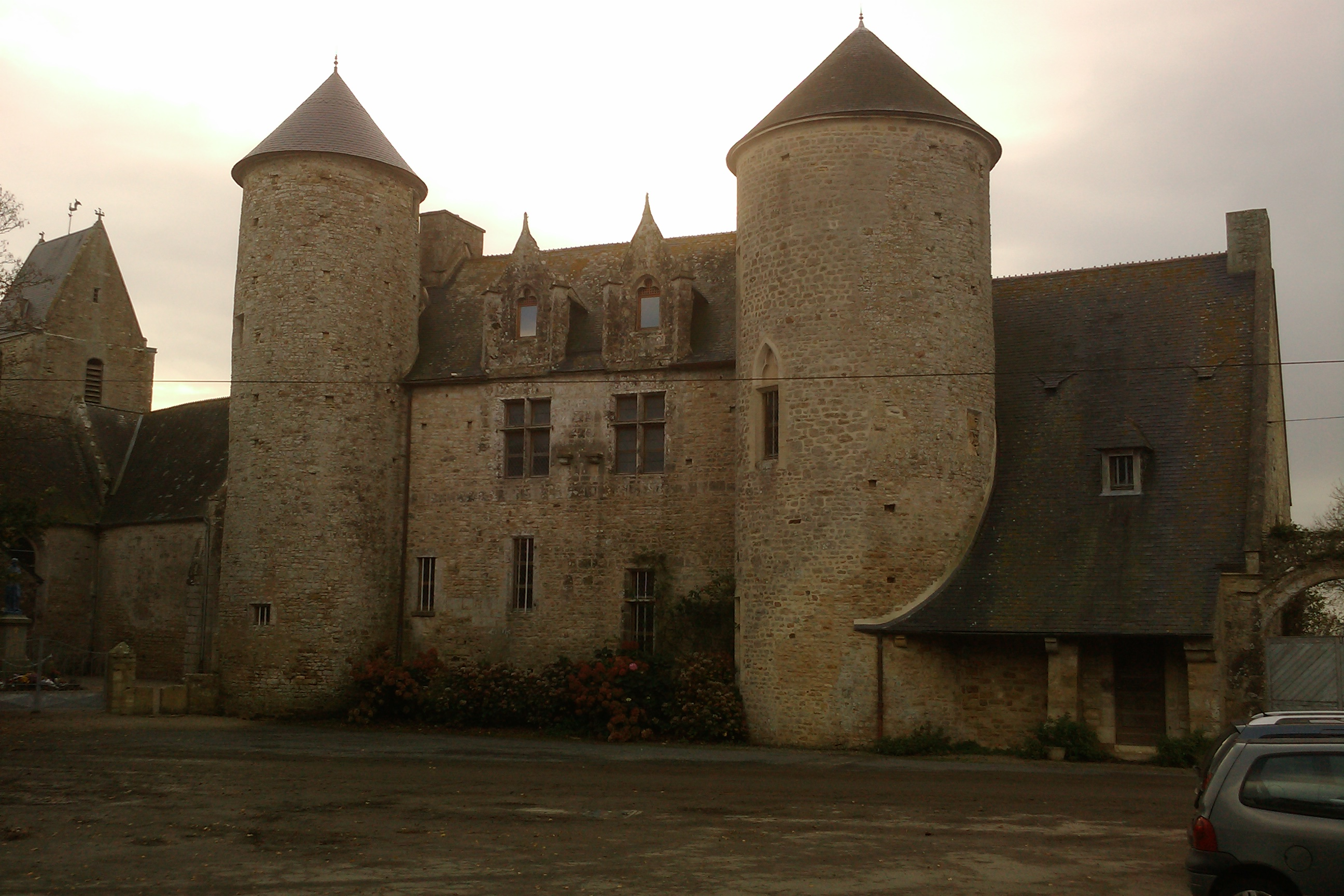
Le presbytère.

- Château de la Cour des XVIe, XVIIIe – XIXe siècles. De style post-renaissance avec parc à la française, il est partiellement inscrit aux monuments historiques[44] depuis 1975.
- Ancien presbytère-manoir flanqué de deux grosses tours et ses jardins (2 ha). Monument rare du XVe – XVIe siècle, inscrit également[45], il constitue avec l'église et le château de la Cour un ensemble historique sur le marais de la Douve, au centre du Cotentin, sur le passage d'une voie romaine.
- Église Saint-Georges des XIIIe, XVIIe – XVIIIe siècles, inscrite au titre des monuments historiques[46]. Elle abrite plusieurs œuvres classées au titre objet : Vierge à l'Enfant du XVIIIe, épitaphes en marbre noir de Louise-Isabelle de Garaby et Hervé de Pierrepont[Note 4] du XVIIIe, calice et sa patène du XVIIe, confessionnal daté de 1788, stalles su XVIIIe, statue de saint Georges terrassant le dragon du XVIe, maître-autel du XVIIe, christ en croix du XVIIe[47], ainsi qu'une statue de saint Jean-Baptiste (XIIIe).
- Chapelle du Bon-Sauveur du XXe siècle. Située en partie sur Picauville, elle est inscrite avec son mobilier aux monuments historiques[48]. Détruite en 1944, elle a été reconstruite par les architectes René Levavasseur et H. Lebreton.
- Le monument aux morts, situé route de l'église, à côté de l'église. Il est surmonté de la statue du Poilu au repos, réalisée par Étienne Camus.

### Personnalités liées à la commune
- Antoine Garaby de La Luzerne, seigneur du lieu inhumé dans l'église paroissiale.

### Héraldique
| Blason de Étienville | Blason  | De sable au sautoir d'or chargé d'un trèfle de sinople et cantonné, en chef et en pointe, d'une losange d'argent et, à dextre et à senestre, d'une merlette du même. |
| Blason de Étienville | Détails | |